# 小行星4936
小行星4936（4936 Butakov）是一颗绕太阳运转的小行星，为主小行星带小行星。该小行星于1985年10月22日发现。

## 轨道参数
小行星4936的轨道半长轴为2.2761345 UA，离心率为0.126。